# STAR☆DAM
STAR☆DAM（スターダム）は、第一興商が運営する業務用衛星放送サービス。事実上はスカパー!プレミアムサービスの一部チャンネルに関する法人向けパッケージである。

## 概要
スカパーJSATが運営する有料放送管理サービスは基本的に個人の家庭向け契約が前提となっており、法人契約や店舗等の業務用契約の場合は料金体系が異なるだけでなく、原則としてスカパーJSATを介さず、スカパー!で放送される各チャンネルの運営会社と個別に契約を結ぶ必要がある。
しかし法人や店舗等が1チャンネル毎に別々の会社と契約を結ぶのは契約事務の手間が煩雑になる上、料金も割高になりがちである。また店舗等で不特定多数に放送を視聴させる場合、放送中で流れる音楽について日本音楽著作権協会（JASRAC）に対するBGM契約を結ぶ必要がある。
これに対し、自らもスターデジオや第一興商スターカラオケなどといったチャンネルを運営する第一興商が、スカパー!の一部チャンネルについて法人向けパッケージとして提供しているのが本サービスである。法人・店舗側から見ると、複数のチャンネルについて一括契約が結べるだけでなく、第一興商はJASRACとの間で包括契約を結んでいるため、本サービスを利用している限りにおいてはJASRACとの個別契約が不要となるなどのメリットがある。またUSENのSOUND PLANET（法人向け）などに対する対抗サービスの側面もある。
なお本パッケージで契約できるのは、以下に示すようにあくまでもスカパー!プレミアムサービスの一部チャンネルに限られる（そのため第一興商は有料放送管理事業者の届出は行なっていない）。

## 対応チャンネル
※2013年5月現在。

### HDTVパック
- STAR digio
- MTV
- スペースシャワーTV
- 100%ヒッツ!スペースシャワーTVプラス
- スカイ・A sports+
- 日テレG+
- GAORA
- TBSニュースバード

### プレミアム
- J SPORTS 1/2/3/4
- ゴルフネットワーク
- EXスポーツ
- フジテレビワンツーネクスト
- TBSチャンネル1
- Mnet
- Music Japan TV
- 大人の音楽専門TV◆ミュージック・エア
- 歌謡ポップスチャンネル
- ミュージック・グラフィティTV
- 寄席チャンネル
- 旅チャンネル
- 鉄道チャンネル
- MONDO TV
- ディスカバリーチャンネル
- カートゥーンネットワーク
- BBCワールドニュース
- e-天気.net
- MIDNIGHT BLUE
- フラミンゴ903

### 無料チャンネル
- スカパー!インフォ
- ショップチャンネル
- ジャパネットチャンネルDX
- QVC
- MALL OF TV
- ジュエリー☆Gem Shopping TV